# Pedro Ávila Nevárez
Pedro Ávila Nevárez (Victoria de Durango, Durango; 12 de marzo de 1937-Ibídem; 22 de noviembre de 2020) fue un político mexicano miembro del Partido Revolucionario Institucional.

## Biografía
Estudió únicamente la educación primaria y segundo grado de la secundaria. Aun así, bajo la protección del PRI, desempeñó los cargos de Director de acción juvenil del CDE del PRI en Durango; Secretario de acción social del CDE del PRI; Secretario general adjunto del CDE del PRI; Presidente del comité juvenil de la CNOP; Secretario de organización de la liga municipal de la CNOP; Presidente del Frente Cívico Revolucionario Lic. Adolfo López Mateos; Presidente de la Federación de Juventudes Villistas de Durango; Presidente de la Asociación Cultural y Deportiva Ignacio Allende; Consejero municipal, estatal y nacional del Partido Revolucionario Institucional. Fue regidor y síndico del municipio de Durango, Durango de 2001 a 2003. De 1979 a 1982 fue diputado federal suplente en la LI Legislatura del Congreso de la Unión de México y de 1998 a 2001 diputado local en la LXII Legislatura del Congreso del Estado de Durango. Ha sido diputado en la LIX Legislatura del Congreso de la Unión de México y en la LXI Legislatura del Congreso de la Unión de México por el V Distrito Electoral Federal de Durango.